# Время (кооперативное издательство)
«Издательство Время» — ленинградское кооперативное товарищество, действовавшее в 1922—1934 годах. Размещалось на Литейном проспекте, д. 3а и 7-й Рождественской улице (ныне — 7-й Советская), д. 7.
Официально промыслово-производственное товарищество «Издательство Время» начало свою деятельность 1 марта 1923 года, поскольку устав этой «артели работников науки, литературы, книжной графики и издательского дела» был зарегистрирован в Бюро кустарной и мелкой промышленности СЕПБ (Севзаппромбюро) 30 января 1923 года, однако реально уже в течение 1922 года им был выпущен ряд книг. Одним из основателей и главным редактором издательства был Георгий Петрович Блок, двоюродный брат поэта А. А. Блока. В редакционный коллектив входили С. Ф. Ольденбург, А. Е. Ферсман, А. А. Смирнов, М. Л. Лозинский, А. А. Франковский, Г. А. Дюперрон и др. Председателем Редакционного совета с мая 1932 года был А. В. Луначарский.
Финансовой основой издательства стали средства, выделенные основным пайщиком, Ильёй Владимировичем Вольфсоном (1882—1950), а также, полученные в 1922 году два заказа от Госиздата на выпуск учебника физики К. Д. Краевича и «Краткого учебника географии России» Б. П. Дитмара под редакцией М. С. Боднарского, оба тиражами в 30 000 экземпляров.
В феврале 1922 года появилось первое издание; это были стихотворения В. А. Зоргенфрея «Страстная суббота», открывавшиеся посвящением «благословенной памяти Александра Александровича Блока»; второй книгой, вышедшей в начале августа 1922 года стали — «Морозные узоры. Рассказы в стихах и прозе» Б. А. Садовского. Кроме того издательство напечатало сборники рассказов двух молодых писателей «Шестой стрелковый» (1922) Михаила Слонимского и «Простые рассказы» (1923) Бориса Пильняка. Вышли «Театральные инвенции» Н. Н. Евреинова. В 1922—1923 годах в издательстве вышли «Письма 1888—1921» В. Г. Короленко под редакцией и с предисловием Б. Л. Модзалевского в серии «Труды Пушкинского Дома при Российской академии наук»; «Воспоминания» Д. Н. Овсянико-Куликовского, а также «Письма» Владимира Соловьёва под редакцией Э. Л. Радлова. В 1922—1923 годах в издательстве «Время» вышли два тома альманаха «Возрождение».
В 1922 году вышла одноимённая издательству книга А. Е. Ферсмана «Время». Это была первая книга научно-популярной серии, которую курировал Ферсман и которая была заявлена при регистрации издательства как его основная программа. В 1922—1923 годы были изданы 13 книг виднейших учёных — А. Е. Ферсмана, Л. С. Берга, В. И. Вернадского, В. М. Бехтерева, В. В. Струве и других: Ферсман А. Е. Химия мироздания. Пб: Время 1923; Вернадский В. И. Химический состав живого вещества. Пб.: Время, 1922. К 1925 году все книги этой серии значились как «распроданные» и больше не переиздавались, однако научно-популярная составляющая в издательстве, наряду с изданием художественной литературы, продолжала оставаться основной, уже — в серии «Занимательная наука».
В это время появились такие книги как: Кудряшов К. В. Александр I и тайна Федора Козьмича. Пб.: Время, 1923; Платонов С. Ф. Смутное время. Очерк истории внутреннего кризиса и общественной борьбы в Московском государстве XVI—XVII веков. Л.: Время, 1924. В 1925 году был напечатан «Шум времени» О. Мандельштама.
Начиная с 1925 года издательство решило выпускать две научно-популярные книжные серии — «Занимательная наука» и «Физкультура и спорт». Первыми книгами были «Занимательная химия» В. В. Рюмина и «Занимательная геометрия на вольном воздухе и дома» Я. И. Перельмана.
В период 1925—1934 годы в серии «Занимательная наука» вышло 29 книг по технике, физике, механике, химии, минералогии, математике, естествознанию и географии и прочим отраслям науки, многие несколькими изданиями, все в фирменном оформлении художника Ю. Д. Скалдина, дававшем наглядные иллюстрации сложных научных явлений и опытов. Серия была в высшей степени успешной как в Советской России (из вышедших к 1932 году 20 названий 17 было настоятельно рекомендовано Главполитпросветом для закупки в первую очередь), так и в мире — в американском русскоязычном журнале «Пробуждение» библиофил и историк книги Н. А. Рубакин отметил, что она 

единственная в своем роде и прямо-таки незаменима для тех читателей, которые желали бы пополнить и углубить свои чересчур элементарные знания

В 1926 году в серии «Занимательная наука» вышло «Занимательное стиховедение» Н. Н. Шульговского.
В условиях нэповского книжного рынка издательству «Время» стало искать новую, более современную и ориентированную на читательский спрос издательскую программу; оно начало выпускать работы по вопросам научной организации труда, и сразу с большого успеха — русского перевода автобиографии Генри Форда «Генри Форд. Моя жизнь, мои достижения» (1924): только в 1924 году книга допечатывалась трижды, а к 1929 году выдержала 10 переизданий, общим тиражом более 80 000 экземпляров. В это время самой востребованной стала переводная беллетристика и научно-популярная книга по естествознанию и точным наукам. Первые переводные книги, выпущенные издательством в 1924 году: романы Клода Фаррера («Тома-Ягненок-Корсар», пер. с французского под ред. М. Лозинского), братьев Жерома и Жака Таро («В будущем году в Иерусалиме!», пер. с французского И. Б. Мандельштама) и английского писателя Артура Хэтчинсона (Arthur Hutchinson (англ.)) («Когда наступит зима», пер. с англ. под ред. В. А. Зоргенфрея). В 1924 году на 20 книг переводной беллетристики пришлось только 4 книги естественно-научной литературы, хотя последняя заявлялась как главная цель издательства.
С февраля 1925 до осени 1928 года главный редактор издательства Г. П. Блок, арестованный по «лицейскому делу», находился сначала в тюрьме, а потом в ссылке на Северном Урале; в это время на посту редактора его заменил Лев Самойлович Утевский. Издательство первым из советских издательств начало
издавать книги Панаита Истрати: «Дядя Ангел» (Moș Anghel) / пер. Изабеллы Шерешевской. Под ред. О. Мандельштама и Г. П. Федотова. В письме М. Горького И. В. Вольфсону 12 ноября 1926 года были подвержены критике выпущенные издательством книги: Цан Эрнест Фрау Сикста. / Пер. с нем. Т. Н. Жирмунской и Б. Я. Геймана. Под ред. М. Лозинского, 1926; Езерска Андзи Гнет поколений. / Пер. с англ. Марка Волосова, 1926; Хух Рикарда Дело доктора Деруги / Пер. с англ. П. С. Бернштейн и Т. Н. Жирмунской. Под ред. А. Г. Горнфельда, 1926; Сомерс-Фермер Я. Якобочка / Пер. с голл. Е. Н. Половцовой, 1926.
В 1927 году в переводе под ред. А. А. Смирнова вышел роман «Контегриль» Раймонда Эсколье, удостоенный в 1921 году премии Фемина; «Знак Зорро» Мак Кэллея; «Присцилла из Александрии» Мориса Магра; «Миссис Меривель» Поля Кимболла; «Вечный холостяк» Парриш Ани  (англ.) в переводе М. И. Ратнер; «Сильнее смерти» и «Темный цветок» Дж. Голсуорси в переводе Марианны Кузнец; «Три Шарлотты» («Girls») Эдны Фербер в переводе Л. Л. Домгера под ред. Д. М. Горфинкеля; роман Берты Рек «Риппл Мередит» («The Dancing Star»), в переводе Л. В. Савельева (2-е издание вышло в 1929 году).
В 1927 году на Выставке графического искусства в Ленинграде издательство было награждено почётным дипломом за искусство художественного оформления.
В 1928 году были изданы: «Похождения Галюпена» Жана Дро в переводе Г. И. Гордона; «В тисках» («Indian Summer of a Forsyte in Chancery») Дж. Голсуорси под ред. М. Лозинского и А. Смирнова; роман О. Уэдсли, «Вихрь» («Reality»), в переводе Б. Д. Левина под ред. О. Чеховского.
В 1930 году был арестован директора и создатель издательства И. В. Вольфсон. К этому времени у издательства было два направления деятельности — «Занимательная наука» и «Художественная литература» (переводная, прежде всего собрания сочинений Роллана и Цвейга). Лучшими достижениями издательства стали научно-популярная серия «Занимательная наука», полное собрание сочинений Ромэна Роллана, авторизованное автором (1930—1936, в 20 томах); полное собрание сочинений Стендаля; собрание сочинений С. Цвейга (1927—1932, в 12 томах).
Издательство прекратило своё существование и было влито в Гослитиздат 1 августа 1934 года.